# إيلاي
إيلاي هي جزيرة إسكتلندية في أقصى الجنوب من هبريدس الداخلية في إسكتلندا ومعروفة بإسم "ملكة هبريدس" تقع في ارجيل جنوب غرب جورا وحوالي 40 كيلو متر شمال الساحل الايرلندي الشمالي.
عاصمة الجزيرة هي بومور حيث توجد كنيسة ابرشيه كيلارو المستديرة، و يعتبر ميناء الين الميناء الرئيسي فيها. جزيرة إيلاي هي خامس أكبر جزيرة إسكتلندية وثامن أكبر جزيرة في الجزر البريطانية، وتبلغ مساحتها الإجمالية حوالي 620 كيلو متر مربع، أصبحت الجزيرة جزءًا من مملكة دال رياتا الغيليه خلال العصور الوسطى قبل شمولها في مملكة الجزر الإسكندنافية، تميزت فترة القرون الوسطى اللاحقة بالثقافة العالية مع انتقال هبريدس إلى مملكة إسكتلندا وظهور عشيرة دونالد للجزر التي ارتكزت بالأصل في فينلاغان. خلال القرن السابع عشر، تضاءلت قوة عشيرة دونالد ولكن التحسينات في الزراعة والنقل أدت إلى زيادة عدد السكان والتي بلغت ذروتها في منتصف القرن التاسع عشر، تبع ذلك عمليات تهجير قسري كبيرة وتراجع في أعداد المقيمين. اليوم يبلغ عدد سكانها أكثر من 3000 نسمة، والأنشطة التجارية الرئيسية هي الزراعة وتقطير الكحول والسياحة. تمتلك الجزيرة تاريخ طويل من الشعائر الدينية، ويتحدث حوالي ربع سكانها الغيليه الإسكتلندية، تم الاحتفال بمناظرها الطبيعية من خلال أشكال فنية مختلفة، وهناك اهتمام متزايد بالطاقة المتجددة في شكل طاقة الأمواج. تعد ايلاي موطنا للعديد من أنواع الطيور مثل تجمعات فصل الشتاء في الأرض الخضراء ذات الواجهة البيضاء، وهي وجهة شهيرة على مدار العام لمراقبي الطيور.

## سبب التسمية
ربما سجل بطليموس اسم "ايبديون" على انه إشارة إلى قبيلة بريتوني أو بيكتيشي عبر استخدام الحرف "p"، في القرن السابع عشر، اشار ادومنان إلى الجزيره باسم "llea" والاسم ورد في السجلات الايرلندية المبكرة باسم lle وi في اللغة الإسكندنافية القديمة.

## جغرافية الجزيرة
يبلغ طول ايلاي 40 كيلو متر من الشمال إلى الجنوب و24 كيلو متر عرضا. وهي وعرة جبليا وأعلى قمة فيها هي beinn bheigier. تنفصل شبه الجزيرة الغربية عن الجزء الأكبر من الجزيرة بمياه بحيرة لوخ إندال إلى الجنوب وبحيرة لوخ جروينارت إلى الشمال. يطلق على الذراع الجنوبية الغربية الخصبة التي تجتاحها الرياح اسم الشطفات وتعتبر بارزة على الساحل الشمالي الغربي. الساحل الجنوبي محمي من الرياح السائدة ونتيجة لذلك فهو مشجر نسبيا. يحتوي الساحل الفركتلي على العديد من الخلجان وبحيرات البحر، بما في ذلك بحيرة لوخ ان تي سايلين وخليج اروس وخليج كلاجين. في اقصى الجنوب الغربي توجد شبه جزيرة صخريه وغير مأهولة إلى حد كبير تسمى The Oa، وهي اقرب نقطة في هبريدس إلى ايرلندا.

## جيولوجيا الجزيرة
الجيولوجيا الأساسية لايلاي تعتبر معقدة بالنسبة لمساحتها الصغيرة. يطغى عليها كم هائل من الصخور المشوهة من العصر الباليوتيروزي. تتشكل فيها العديد من الصخور الأساسية في الطرف الشمالي من رين. يوجد فيها حجر رملي بحري غني بالكوارتز الفريد في إسكتلندا ويبلغ سمكه حوالي 5000 متر.

## ما قبل التاريخ
كان المستوطنون الأوائل فيها هم الصيادين الرحالين - جامعوا الثمار الذين ربما وصلوا لأول مره خلال فترة العصر الحجري الوسيط بعد تراجع القمم الجليدية في العصر الجليدي. رأس السهم الصوان الذي تم العثور عليه في حقل بالقرب من بريدجند في عام 1993 ويعود تاريخه إلى 10800 قبل الميلاد، هو من بين أقدم الادلة على وجود بشري تم العثور عليه حتى الان في إسكتلندا. من أكثر الهياكل التي تعود إلى عصور ما قبل التاريخ اثارة في الجزيرة هو Dun Nosebridge. هذا الحصن الذي تبلغ مساحته 375 مترا مربعا يقع على صخرة بارزه ويطل على المناظر الطبيعية المحيطة بها.

## تاريخها
بحلول القرن السادس الميلادي، كانت جزيرة ايلاي تقف جنبا إلى جنب مع العديد من الجزر الرئيسية وكانت تربطها روابط قوية مع جزيرة رياتا المجاورة لها.

### رياتا
تقع رياتا داخل مملكة ايرلندا. الرأي الشائع هو انه تم تأسيسها من قبل مهاجرون غيليون من أولستر، مما أدى إلى ضياع ثقافتها الأساسية ومع ذلك فقد زعموا أن الغيليون في هذا الجزء من إسكتلندا كانوا من السكان الأصليين في المنطقة. تم تقسيم جزيرة رياتا إلى عدد صغير من المناطق كل جزء منها يتحكم فيه مجموعة خاصه من الأقارب.

### سمرليد
في منتصف القرن الثاني عشر، تزوجت حفيدة Godren Crovan من حفيد Gaelic Argyle سمرليد. كان قودريد اولافسون ملكا للجزر لايحظى بشعبية متزايده في ذلك الوقت مما دفع سمرليد إلى العمل. خاض الاثنان معركة - عيد الغطاس- في البحار قبالة جزيرة ايلاي في يناير 1156. كانت النتيجة مأزقا دمويا، وانقسمت مملكة الجزيرة مؤقتا مع سيطرة سمرليد على جنوب هبريدس. وبعد ذلك بعامين، أطاح سمرليد بجودريد اولافسون تماما وأعاد توحيد المملكة.

### أسياد الجزر
بحلول هذه المرحلة تشكل أحفاد سمرليد في ثلاث عائلات - (عائلة ماكدونالد )، ( أحفاد شقيق دونالد ) ( ورثة عم دونالد ).
في نهاية القرن الثالث عشر عندما تم تحدي الملك جون باليول على العرش من قبل روبرت بروس دعم ماك دوقال باليول بينما دعم ماكراوري وماكدونالد روبرت، عندما فاز روبرت اعلن التنازل عن أراضي ماك دوقال ووزعها بين ماكدونالد وماكراوري.

### العصر السادس والسابع عشر
تم تجريد من دنيفيج في ايلاي في البداية في اعقاب معارضة الاسياد الملكيين، وقد تم ترميمها في عام 1545. منحت عائلة ماكلين الاض في جورا عام 1390، من قبل عائلة ماكدونالد، وبالتالي شوهدت في عام 1493 كبديل طبيعي لهم، مما ادى إلى منح فرع من مكلينز من قلعة Dunyvaig من قبل الملك جيمس، وقد تم التوسع في ايلاي بطبيعة الحال خلقت استعادة ماكدونالد بعض العداء مع ماكلينز. في عام 1549، بعد ملاحظة أن ايلاي كانت خصبه ومثمرة ومليئة بالمراعي الطبيعية ومع توفر الاسماك وسهولة صيدها هي والسلمون، يصف دين مونرو Loch Gorm وقلعة Dunyvaig بالمغتصبه، الا ان النزاع استمر لعقود وفي عام 1578 تم طرد ماكلينز من بحيرة لوخ جورم بالقوة، وفي عام 1598 هزم فرعهم اخيرا في معركة Traigh Ghruinneart.

## العصر البريطاني
- القرن الثامن والتاسع عشر-
في بداية القرن الثامن عشر كان الكثير من سكان أرجيل متناثرين في مجموعات صغيره من العائلات الزراعية ولم يكن هناك سوى قريتين من اي حجم، كيلار بالقرب من بريدجند ولاغافولين, في ايلاي في ذاك الوقت. كان في كيلارو كنيسة وسطح علوي ومنازل للتجار والعاملين في الحرف المهنيه، ولكن تم هدمها في ستينيات القرن الثامن عشر لتحسين الاراضي لجزيرة ايلاي. كان الاقتصاد الزراعي يعتمد على الزراعه الصالحه للزراعه بما في ذلك المواد الغذائيه الاساسيه مثل الشعير والشوفان وإضافة إلى تربية الماشية. تم تسجيل القدره الاستيعابيه للجزيره في أكثر من 6600 بقرة و2200 حصان في 1722 قائمة تأجير. في عام 1726 تم شراء ايلاي بواسطة جون كامبل من Mamore باستخدام تعويض من مجلس مدينة غلاسكو 9000 عن الاضرار التي حدثت اثناء اعمال الشغب الضريبيه. عندما توفي Malt في عام 1729 انتقلت الجزيره إلى ابنه دانييل كامبل من شوفيلد. في اعقاب تمرد اليعاقبه في تاريخ 1745 تم الغاء قانون الاختصاصات الوراثيه 1746 السبطة القضائيه، وتم الغاء سيطرة كامبل على السلطة.

## الاقتصاد
الدعائم الأساسية لاقتصاد ايلاي هي الزراعة وصيد الأسماك والسياحة.

### الزراعة وصيد الأسماك
لا يزال العديد من ممتلكات ايلاي مملوكه من قبل مالكي العقارات غير المقيمين، يدير مزارعون مستأجرون تربية الأغنام وعدد قليل من قطعان الابقار الحلوب، يشير موقع الجزيرة على شبكة الإنترنت إلى ان بعض عمليات الزراعة تتم أيضا في حين ان بعض مناطق المستنقعات المرتفعة تضم عقارات لأطلاق النار على الغزلان، يتم قطع بعض المستنقعات للوقود الذي يستخدمه عدد قليل من معامل التقطير وبعض أصحاب المنازل. يوجد أيضا من المناطق الجنوبية والشرقية من ايلاي بعض المزارع التي تزرع الأشجار الصنوبرية.

### السياحة
يصل حوالي 45000 زائر صيفي كل عام بالسفن و11000 زائر اخر عن طريق الجو، عوامل الجذب الرئيسية هي المناظر الطبيعية وتاريخ الجزيرة ومشاهدة الطيور والكحول المشهورة فيها عالميًا. تقوم مصانع التقطير بتشغيل العديد من المتاجر والجولات ومراكز الزوار، ويضم Finlaggan Trust مركزا للزوار يفتح يوميا خلال فصل الصيف. يتوفر الجولف في ملعب ما تشري للجولف البالغ من العمر 116 عاما والذي يملكه الان جافين ديفيز وزوجته سوزان ناي، تم إعادة تصميم الدورة التدريبية وإعادة فتحها في عام 2017، يقدر المشاة وراكبو الدراجات طول 210 كيلومترات من الساحل. يجب ان يكون مراقبو الطيور راضين أيضا.

## اللغة الغيلية
كانت ايلاي تاريخيا منطقة قوية للغاية تتحدث باللغة الغيليه. في كل من تعداد 1901 و1921، وتم الإبلاغ عن ان جميع الابرشيات في ايلاي أكثر من 75 بالمئة من الناطقين باللغة الغيليه بحلول 1971، انخفض عدد المتحدثين باللغه الغيليه إلى بنسبة 50-74 في المائة وبقية المتحدثين الغاليين بنسبة 25-49 في المائة. بحلول عام 1991 كان حوالي ثلث سكان الجزيره من المتحدثين باللغة الغيليه. في تعداد عام 2001، انخفض هذا إلى 24 بالمائة والتي على الرغم من انخفاضها بشكل عام جعلتها مع ذلك اقوى جزيره ناطقه باللغة الغيليه في ارجبيل وبوت بعد تيري مع اعلى نسبه مسجله في بورتناهفون 32% لكل شخص والادنى في جورتنويد 17%، مع كون اقصى شمال وجنوب الجزيرة اضعف المناطق بشكل عام.

## الديانة
كنتئس ايلاي المختلفة المرتبطة هي احجار اساسيه لعمر غير مؤكد. يمكن رؤيتها في كنيسة كليشومان، حيث نصب الصليب المنحوت على احداها وفي كنيسة كليتشياران على نهر الراين. في الازمنة التاريخية، ربما ارتبط البعض بطقوس التمنيات السابقه للمسيحيه أو المعتقدات الوثنيه في القوم الأوائل. الرواد الأوائل للمسيحية في دال رياتا هم كولومبا من لونا ومولواج ليسمور. يشمل ارث هذه الفترة القرن الثامن كيلدالتون كروس، أشهر كنز ايلي محفور من الابيوريت المحلي. يمكن العثور على صليب منحوت من نفس العمر ولكن أكثر عرضة للعوامل الجوية بشدة في كليناف والذي ربما كان بمثابة موقع للعبادة العلمانية.

## الفنون ووسائل الاعلام
ظهرت ايلاي في بعض مشاهد فيلم The Maggie عام 1954 وتم تصوير الفيلم الوثائقي Coastal Command عام 1942 جزئيا في بومور. في عامي 1967 - 1968، ادرج مؤلف الأغاني والمغني الشعبي لموسيقى الروك دونوفان اغنية Islay of Islay في البومه A Gift from Flower to Garden، وهي اغنية تشيد بالجمال الرعوي للجزيرة.

## الحياة البرية
تعد ايلاي موطنا للعديد من أنواع الحياة البرية وتشتهر بشكل خاص بطيورها. وصل عدد اوزة البرنقيل الزائرة إلى 35000 في السنوات الأخيرة مع وصول ما يصل إلى 10000 في يوم واحد، يوجد أيضا ما يقارب إلى 12000 من الاوز الأبيض في الجرين لاند وغالبا ما توجد اعداد اقل من الاوز البري والوردي القدمين وأوز كندا بين هذه القطعان.

## وصلات خارجية
- "Isle of Islay". Islay Info. 2014. مؤرشف من الأصل في 2022-11-01. Provides additional information on the demographics and culture of Islay and the Hebrides.
- "The Islay Natural History Trust". Port Charlotte, Islay: The Natural History Centre. مؤرشف من الأصل في 2019-08-27. اطلع عليه بتاريخ 2009-07-22. Provides additional detailed information on the terrain and the species inhabiting niches on Islay.
- Van Ells، Mark D. (13 يونيو 2013). "Isle of Islay: Cliffs Prove Deadly in WWI Shipwrecks". Stars & Stripes. مؤرشف من الأصل في 2016-07-03. اطلع عليه بتاريخ 2014-04-12. Specialized information on the maritime hazards of the coastline.